# Fachr ad-Din Ibn Szajch al-Szujuch
Fachr ad-Din Ibn Szajch al-Szujuch, arab. فخر الد بن شيخ الشيوخ, (pełne imię: Fachr ad-Din Jusuf Ibn Szajch al-Szujuch), ur. ok. 1184 - zm. 9 lutego 1250 – jeden z najważniejszych emirów w służbie Al-Kamila (1218 - 1238) i As-Saliha (1238 - 1249).
Fachr ad-Din wywodził się z Aulad asz-Szajch, rodziny irańskich sufich i szafi’ickich fakihów, z których jedna gałąź wyemigrowała do Syrii i odgrywała ważną rolę w religijnym i politycznym życiu państwa Ajjubidów za panowania Al-Kamila i jego synów. Jego ojciec, Sadr ad-Din Abu al-Hasan Muhammad (żył 1148 - 1220), urodził się w Chorasanie i przybył do Damaszku wraz ze swoim ojcem, by potem odziedziczyć po nim pozycję naczelnika sufich (szajch al-szujuch) w tym mieście. Fachr ad-Din miał jeszcze trzech braci, Imad ad-Dina Umara, Kamal ad-Dina Ahmada oraz Muʿin ad-Dina Hassana, którzy wszyscy brali aktywny udział w życiu politycznym. Fachr ad-Dina po raz pierwszy spotykamy w źródłach w otoczeniu Al-Kamila. W roku 1217 był wysłannikiem sułtana do kalifa. Od roku 1227 w imieniu swojego pana prowadził negocjacje z cesarzem Fryderykiem II (1198 - 1250), które zakończyły się podpisaniem traktatu w Jafie 18 lutego 1229. W trakcie rozmów Fachr ad-Din miał zaprzyjaźnić się z cesarzem, który wysłał do niego dwa listy już po powrocie do Włoch.
Fachr ad-Din piastował kilka ważnych stanowisk pod koniec panowania Al-Kamila. Po jego śmierci w 1238 był członkiem rady emirów, która decydowała o następstwie tronu w Kairze i Damaszku. Wbrew jego opozycji Damaszek został oddany we władanie Al-Dżawwada Junusa. Po powrocie do Kairu Al-Adil Abu Bakr (1238 - 1240) pozbawił Fachr ad-Dina jego stanowiska i pomimo jego lojalnej służby umieścił go w więzieniu. Także As-Salih Ajjub (1238 - 1249) przez jakiś czas trzymał Fachr ad-Dina w więzieniu, a następnie areszcie domowym. Dopiero w roku 1246 sułtan przywrócił mu wszystkie funkcje i mianował głównodowodzącym egipskiej armii. Gdy w roku 1249 VI wyprawa krzyżowa zaatakowała Egipt, śmiertelnie chory As-Salih postawił Fachr ad-Dina na czele obrony kraju. 5 czerwca krzyżowcy pod wodzą króla Ludwika IX (1226 - 1270) wylądowali w pobliżu Damietty i po krótkiej walce na plaży Fachr ad-Din opuścił miasto, oddając je przeciwnikowi bez stawiania oporu. Ten skądinąd niewytłumaczalny odwrót prawdopodobnie był spowodowany tym, że Fachr ad-Din chciał być blisko sułtana w momencie jego śmierci, tak by móc wziąć udział w nieuchronnej walce o schedę po zmarłym władcy. As-Salih nie miał dość siły by ukarać potężnego emira i nie pozostało mu nic innego niż skoncentrowanie swojej armii w obozie w Al-Mansurze.
As-Salih zmarł 22 listopada 1249 roku i wdowa po nim, Szadżar ad-Durr, działając w porozumieniu z Fachr ad-Dinem postanowiła ukryć jego śmierć przed armią. Wkrótce potem wydano rzekomy dekret As-Saliha nakazujący złożyć przysięgę lojalności jemu oraz jego synowi i następcy tronu, Al-Mu’azzamowi Turan Szahowi (1249 - 1250), oraz oddający Fachr ad-Dinowi "dowództwo nad armią i jej Atabakijja, a także prowadzenie spraw królestwa". Tym samym Fachr ad-Din został głównodowodzącym armii (atabak al-asakir), co było zwyczajową prerogatywą sułtana, oraz administratorem królestwa i "zaczął wypełniać funkcje sułtana". Jednocześnie do Al-Mu’azzama, przebywającego w Hisn Kajfie (dzis. Hasankeyf), wysłano posłańców z wiadomością by ten jak najszybciej przybył do Egiptu. Fachr ad-Din, mający także oparcie w swojej potężnej rodzinie, wydawał się zajmować wygodną pozycję w nadchodzącej rozgrywce o władzę, jednak wszelkie jego kalkulacje zostały brutalnie przerwane przez nagły atak krzyżowców na Al-Mansurę, w wyniku którego zginął w bitwie w dniu 9 lutego 1250 roku.